# Henotesia obscura
Henotesia obscura är en fjärilsart som beskrevs av Charles Oberthür 1916. Henotesia obscura ingår i släktet Henotesia och familjen praktfjärilar. Inga underarter finns listade i Catalogue of Life.